# Campi Bisenzio
Campi Bisenzio – miasto i gmina we Włoszech, w regionie Toskania, w prowincji Florencja.
Według danych na rok 2004 gminę zamieszkiwało 37 161 osób, 1327,2 os./km².